# Шако, Дмитрий Васильевич
Дмитрий Васильевич Шако (бел. Дзмітрый Васілевіч Шако; род. 25 марта 1979) — белорусский легкоатлет, специалист по метанию молота. Выступал за сборную Белоруссии по лёгкой атлетике в 1998—2009 годах, обладатель двух бронзовых медалей Кубка Европы по зимним метаниям, победитель и призёр первенств национального значения, участник чемпионата мира в Берлине. Мастер спорта Республики Беларусь международного класса.

## Биография
Дмитрий Шако родился 25 марта 1979 года.
Занимался лёгкой атлетикой в Новополоцке в СДЮШОР № 1 им. В. Е. Шершукова.
Впервые заявил о себе на международном уровне в сезоне 1998 года, когда вошёл в состав белорусской национальной сборной и выступил в метании молота на юниорском мировом первенстве в Анси.
В 2001 году занял пятое место на молодёжном европейском первенстве в Амстердаме.
В 2006 году выиграл бронзовую медаль на Кубке Европы по зимним метаниям в Тель-Авиве.
На Кубке Европы по зимним метаниям 2008 года в Сплите вновь взял бронзу. Позднее на соревнованиях в Минске установил свой личный рекорд в метании молота — 78,54 метра.
В 2009 году представлял страну на чемпионате мира в Берлине — на предварительном квалификационном этапе метнул молот на 71,80	метра, чего оказалось недостаточно для выхода в финал.
В 2010 году помимо прочего стал бронзовым призёром на Кубке Белоруссии в Бресте, показав при этом 21-й результат мирового сезона — 77,31.
Завершил спортивную карьеру по окончании сезона 2012 года.
За выдающиеся спортивные достижения удостоен почётного звания «Мастер спорта Республики Беларусь международного класса».